# Вільгельм Бакхауз
Вільгельм Бакгауз (нім. Wilhelm Backhaus; 26 березня 1884, Лейпциг — 5 липня 1969, Філлах, Австрія) — німецький піаніст.  

## Біографія
Навчався в Лейпцизькій консерваторії у Алоїза Рекендорфа (фортепіано) і Саломона Ядассона (композиція), в 1898—1899 році вдосконалювався у Ежена д'Альбера, надалі був самоуком. У 1900—1901 роках виступав у Великій Британії, де, зокрема, виконав Четвертий концерт Бетговена, замінивши захворілого Олександра Зілоті. У 1901 році дебютував на «Променад-концертах» з Першим концертом Мендельсона і Варіаціями на тему Паґаніні Брамса. Великий успіх прийшов до Бакгауза в 1905 році, коли він був нагороджений першою премією на конкурсі Рубінштейна в Парижі, що дозволило йому почати повноцінну міжнародну концертну кар'єру. 
У сезоні 1912—1913 років Бакгауз виступав в США, де виконав П'ятий концерт Бетговена під керівництвом Вальтера Дамроша і дав сольний концерт в Карнегі-голі. З 1905 року Бакгауз викладав в Манчестерському музичному коледжі, в 1925—1926 році—в Кертісовому інституті музики в Філадельфії, проте ніколи не вважав себе гарним педагогом. Незважаючи на успіх за океаном, протягом декількох десятиліть піаніст виступав майже виключно в Європі (в 1928 році відвідав з гастролями СРСР), в 1931 році влаштувавшись в Швейцарії. Лише в 1954 році він приїхав в США з концертами з музики Бетговена, і публіка знову зустріла його із захопленням. 
Бакгауз охоче робив записи — ще в 1909 році він вперше в історії записав виконання фортепіанного концерту з оркестром (Концерт Ґріґа), а в 1928 році—всі етюди Шопена. Двічі записав повний цикл сонат Бетовена: монозапис всіх сонат зроблений на початку 1950-х років; одним з останніх проєктів Бакхауза став майже повний стереозапис циклу сонат Бетговена, зроблений в 1959—1969 роках (незаписаною в стерео залишилася тільки соната № 29). 
Важливе місце в репертуарі піаніста також посідали твори Брамса. Бакґауз вважається одним з кращих виконавців творів Брамса.